# River Loria
River Loria är ett vattendrag i Grenada.   Det ligger i parishen Saint Andrew, i den östra delen av landet, 18 km nordost om huvudstaden Saint George's.